# Motorsportjahr 1896
1894 | 1895 | Motorsportjahr 1896 | 1897 | 1898 | 1899 | 1900 | ►

Weitere Sportereignisse
Höhepunkt des Motorsportjahrs 1896 war das Rennen Paris–Marseille–Paris, das erstmals vom soeben gegründeten Automobile Club de France organisiert wurde.

## Rennkalender
|   | Datum            | Rennen                             | Sieger                                           |
| - | ---------------- | ---------------------------------- | ------------------------------------------------ |
| 1 | 24.–25.05.       | Bordeaux–Agen–Bordeaux             | Gaston Bousquet (Peugeot)                        |
| 2 | 30.05.           | Cosmopolitan Road Race             | James Frank Duryea (Duryea)                      |
| 3 | 07., 08., 11.09. | Providence Horseless Carriage Race | Andrew L. Riker / C. H. Whiting (Riker Electric) |
| 4 | 24.09.–03.10.    | Paris–Marseille–Paris              | Émile Mayade (Panhard & Levassor)                |
| 5 | 14.11.           | The Emanicipation Run              | Léon Bollée (Léon Bollée Tricycle)               |

## Rennergebnisse

### Cosmopolitan Road Race

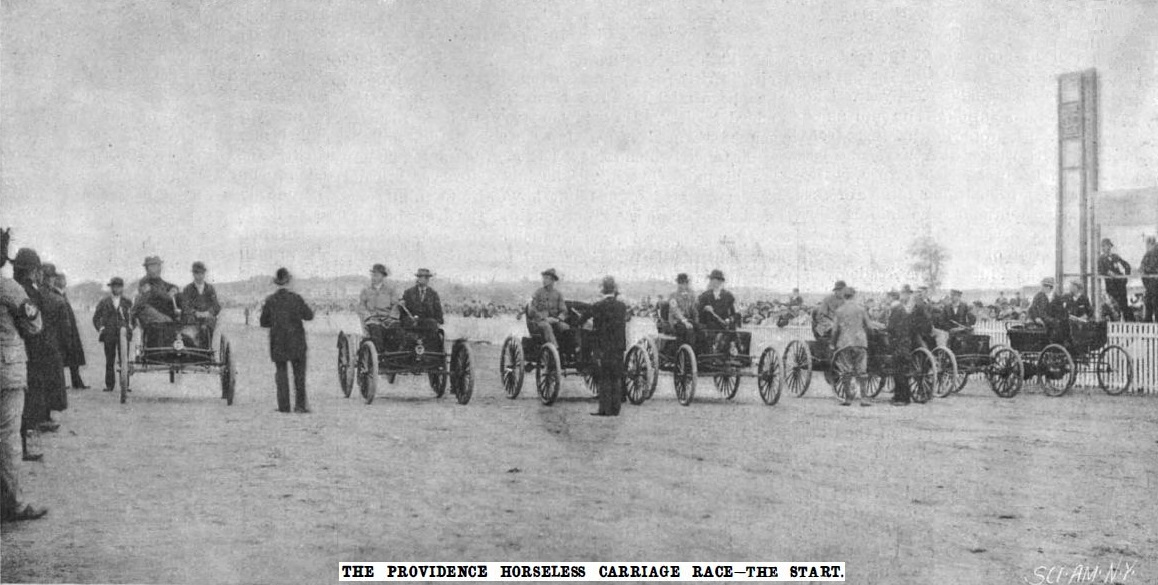
Vor dem Start zum Providence Horseless Carriage Race

| Platz | Fahrer                              | Team   | Zeit      |
| ----- | ----------------------------------- | ------ | --------- |
| 1     | James Frank Duryea                  | Duryea | 7:13:00 h |
| 2     | Charles E. Duryea                   | Duryea |           |
|       | keine weiteren Fahrer klassifiziert |        |           |

Dieses Rennen fand am 30. Mai in New York City statt und ging über 100 km. Die im Jahr 1896 noch übliche Durchführung auf öffentlichen Straßen führte sogar in der Fachzeitschrift Horseless Age zu kritischen Kommentaren.

### Providence Horseless Carriage Race
| Platz | Fahrer                          | Team              | Zeit |
| ----- | ------------------------------- | ----------------- | ---- |
| 1     | Andrew L. Riker / C. H. Whiting | Riker Electric    |      |
| 2     | Henry G. Morris / Adams         | Electric Carriage |      |
| 3     | James Frank Duryea              | Duryea            |      |

Dieses Rennen war ursprünglich auf fünf Läufe angelegt. Infolge eines heftigen Sturms wurde es auf drei Durchgänge reduziert die am 7., 8. resp. 11. September auf der neuen Trabrennbahn Narragansett Trotting Park in Pawtucket nahe Providence (Rhode Island) durchgeführt wurden. Zehn Teams nahmen teil; gewertet wurde die kürzeste Zeit aus allen addierten Läufen. Die beiden ersten Plätze dieses wahrscheinlich ersten Rundstreckenrennens in den USA belegten Elektrofahrzeuge.

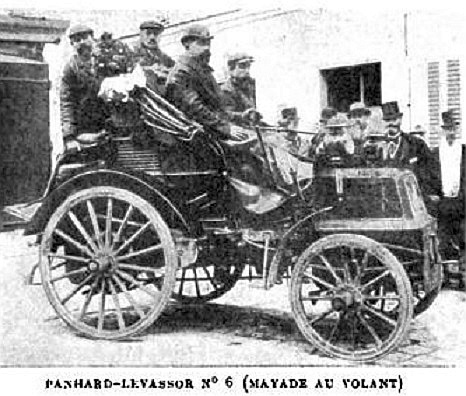
Der Sieger Émile Mayade

### Paris–Marseille–Paris
| Platz | Fahrer       | Team                    | Zeit        |
| ----- | ------------ | ----------------------- | ----------- |
| 1     | Émile Mayade | Panhard & Levassor      | 67:42:58 h  |
| 2     | Merkel       | Panhard & Levassor      | 0+28:07 min |
| 3     | Paul Viet    | De Dion-Bouton Tricycle | +2:18:07 h  |

32 Fahrzeuge starteten zum Rennen Paris–Marseille–Paris vom 24. September bis zum 3. Oktober 1896. Es waren nur mehr zwei Dampfbetriebene darunter, die Benzinfahrzeuge hatten sich durchgesetzt.
Erstmals wurden die teilnehmenden Fahrzeuge aus Gründen der Chancengleichheit in mehrere Klassen eingeteilt, für die es fortan bei Veranstaltungen jeweils auch eine separate Wertung gab:
- A Serie 1 (schwere Automobile)
- A Serie 2 (leichte Automobile)
- B (Motorräder)
- C (Motordreiräder)

Die Strecke führte in zehn Tagesetappen von Paris über Dijon und Lyon nach Marseille und zurück, insgesamt waren 1711 km zurückzulegen. Trotz der noch recht niedrigen Geschwindigkeiten kam es dabei bereits zu ersten Unglücksfällen. Am zweiten Tag ging ein schweres Gewitter nieder, einige Fahrzeuge schieden aus und ein Fahrer wurde von einem wilden Stier verfolgt. Am schlimmsten traf es jedoch Émile Levassor. Der Sieger von Paris–Bordeaux–Paris 1895 – und der Etappen 2 (Auxerre–Dijon; 151 km) und 3 (Dijon–Lyon; 198 km) dieses Rennens – wurde nahe Orange aus dem Auto geschleudert und schwer verletzt, als er einem Hund ausweichen wollte. Er fuhr die Etappe zu Ende, erholte sich aber nie mehr von diesem Unfall und starb im Frühling 1897. Die letzte Etappe fuhr d'Hostingue für ihn und brachte den Wagen auf Platz 4 ins Ziel.
16 Fahrzeuge erreichten Marseille, von diesen kamen allerdings 14 auch wieder in Paris an. Gesamtschnellster wurde Émile Mayade, zum ersten Mal auf einem Vierzylinder von Panhard & Levassor, der dominierenden Marke in der Frühzeit des Automobilsports, mit einer Durchschnittsgeschwindigkeit von rund 25 km/h. Die beiden siegreichen Panhard starteten in der großen Klasse A Serie 1. Den dritten und fünften Platz belegten De Dion-Bouton Motordreiräder, wobei Viet mit gut 70 Stunden nur knapp 2:20 h mehr Zeit benötigte als Mayade mit seinem Rennwagen.
Dem Rennen wurde in den 1920er Jahren vom Automobile Club de France rückwirkend der Titel II Grand Prix de l’ACF verliehen.

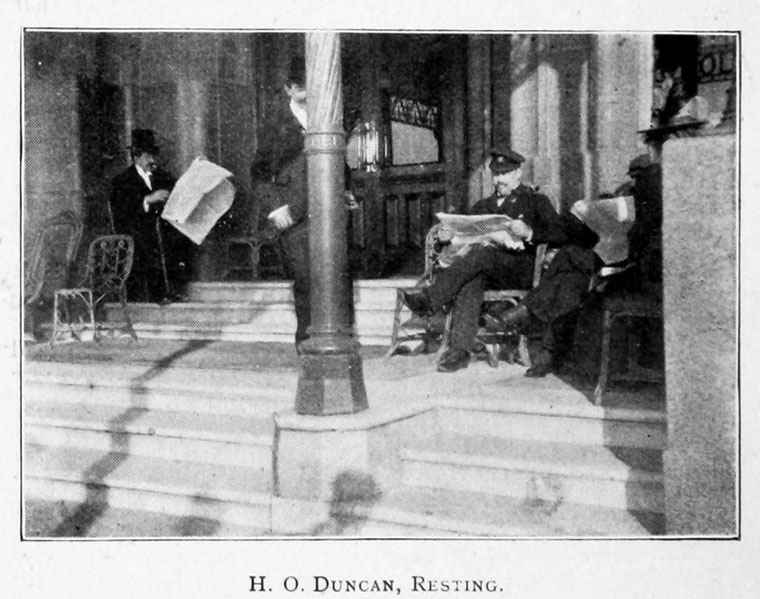
Teilnehmer Herbert Osbaldeston Duncan legt am Emancipation Run eine Rast ein

### London–Brighton (Emancipation Run)
| Platz | Fahrer             | Team                         | Zeit |
| ----- | ------------------ | ---------------------------- | ---- |
| 1     | Léon Bollée        | Léon Bollée Tricycle         |      |
| 2     | Camille Bollée     | Léon Bollée Tricycle         |      |
| 3     | Earl of Winchilsea | Panhard & Levassor Wagonette |      |

Anlass des Rennens London–Brighton war die Aufhebung des sog. Red Flag Acts von 1865, mit dem im Vereinigten Königreich vorgeschrieben wurde, dass ein Gefährt ohne Pferde innerhalb von Ortschaften höchstens 2 mph (ca. 3,2 km/h) und außerhalb höchstens 4 mph (ca. 6,5 km/h) schnell sein durfte. Zudem musste vor jedem Fahrzeug eine Person mit einer roten Flagge vorausgehen. Mit dem Gesetz sollte ursprünglich die Zahl der Unfälle zwischen Fußgängern und Dampfwagen und Straßenlokomotiven oder infolge durchgehender Pferde vermindert werden. Es erwies sich aber auch zunehmend als Hemmnis für die britische Automobilindustrie. Organisator des Emancipation Run war der Radrennfahrer und Promoter Henry John Lawson (1852–1925). Der Anlass wird seit 1927 regelmäßig wiederholt.